# 许援朝
许援朝（1951年2月—），男，河南新县人，中华人民共和国军事人物，中国人民解放军少将，曾任安徽省军区司令员，江苏省军区司令员。

## 家庭
父亲许世友